# Arthur Schopenhauer
Arthur Schopenhauer (Danzig, 22 februari 1788 - Frankfurt am Main, 21 september 1860) was een Duits denker die een uitgesproken pessimistische filosofie formuleerde. Hij staat tevens bekend als een groot stilist. Zijn bekendste werk is Die Welt als Wille und Vorstellung (1818, 1844) waarin hij zijn eigen metafysica uiteenzet: achter de zintuiglijke wereld schuilt een algemene wil waarvan wij mensen slechts fenomenale manifestaties zijn. De mens is in dit wereldbeeld dan ook in de eerste plaats een "willend" wezen waarbij het verlangen centraal staat en niet het redelijke verstand. Door deze filosofie wordt Schopenhauer beschouwd als de voornaamste voorloper van de levensfilosofie. Schopenhauer was van grote invloed voor de filosofie in de tweede helft van de 19de eeuw, maar in de 20ste eeuw is zijn invloed in de obscuriteit gegaan.

## Levensloop
Schopenhauer groeide op in een koopmansfamilie met Nederlandse wortels ("Mijn vader, Heinrich Floris, sprak nog heel goed Hollands," schrijft hij in een brief uit 1857, "Ik echter in het geheel niet."). Zijn ouders namen hem op vijftienjarige leeftijd mee op een reis door Europa, om hem kennis te laten maken met andere talen en culturen. Schopenhauer maakte zich het Frans en Engels vlot eigen, maar werd vooral getroffen door het lijden en de menselijke wreedheid die hij overal ontwaarde. In 1805 kwam zijn vader dodelijk ten val in een pakhuis. Mogelijk was het zelfmoord. Zijn moeder, Johanna, behoorde tot de kring rond Goethe in Weimar, en Schopenhauer leek in Goethe een vervangende vaderfiguur te zoeken. Het kwam echter snel tot een breuk tussen de twee zelfbewuste geesten, al is Schopenhauer Goethe zijn leven lang blijven bewonderen.
Na een afgebroken medicijnenstudie aan de universiteit van Göttingen ging Schopenhauer filosofie studeren aan de universiteit van Berlijn ("Het leven is een hachelijke onderneming; ik heb besloten het door te brengen met erover na te denken"). Zijn dissertatie Über die vierfache Wurzel des Satzes vom zureichenden Grunde (Over de viervoudige wortel van het beginsel van voldoende grond) verscheen in 1813; hij promoveerde aan de Universiteit van Jena.
In 1818 (1819 staat verkeerdelijk op het schutblad) kwam zijn hoofdwerk uit: Die Welt als Wille und Vorstellung, waarin hij, naar eigen zeggen, niet alleen reeds alles had beweerd wat hij de mensheid te melden had, maar ook het wereldraadsel definitief had opgelost. Het werk riep na verschijning nauwelijks enige respons op.
In 1819 vond Schopenhauer het tijd worden ook eens praktisch in het leven te staan. Om die reden solliciteerde hij met succes naar een plek als privaatdocent voor wijsbegeerte aan de universiteit van Berlijn; hij werd als zodanig geen hoogleraar, maar ontving gages van de studenten die zijn colleges bezochten. Zijn onderwijsactiviteiten werden getekend door zijn rivaliteit met Hegel. Als docent roosterde hij zijn colleges moedwillig in op dezelfde tijden als die van Hegel. Diens populariteit bleek echter dusdanig dat slechts weinigen Schopenhauers colleges bezochten. Zijn loopbaan als docent duurde slechts één zomersemester. In 1822 begon hij aan zijn tweede Italiëreis. Na diverse omzwervingen vestigde hij zich in 1833 te Frankfurt. Zijn werken zouden voortaan worden opgeluisterd met bloemrijke tirades tegen de filosofieprofessoren, met name Hegel en de hegelianen.
Wat hij de rest van zijn leven schreef, diende ter illustratie en bevestiging van zijn hoofdwerk, waarvan in 1844 een tweede deel verscheen. Tegen het einde van zijn leven verschaften de in Parerga und Paralipomena verzamelde verhandelingen hem plotseling aanzienlijke roem. De toegankelijkheid van dit werk en de weinig succesvolle revoluties van 1848 zullen hieraan hebben bijgedragen.

## Wil en voorstelling

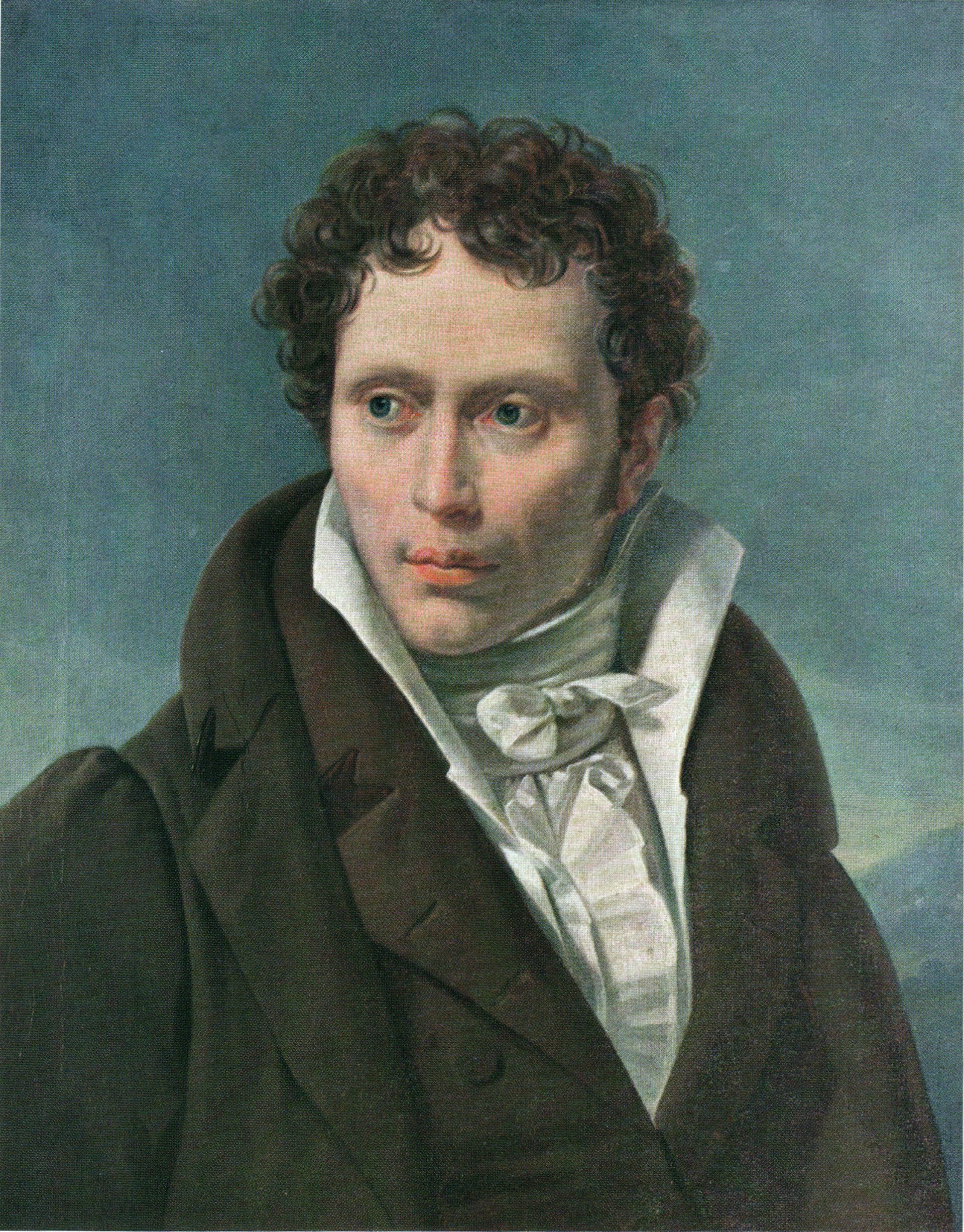
Schopenhauer in 1815

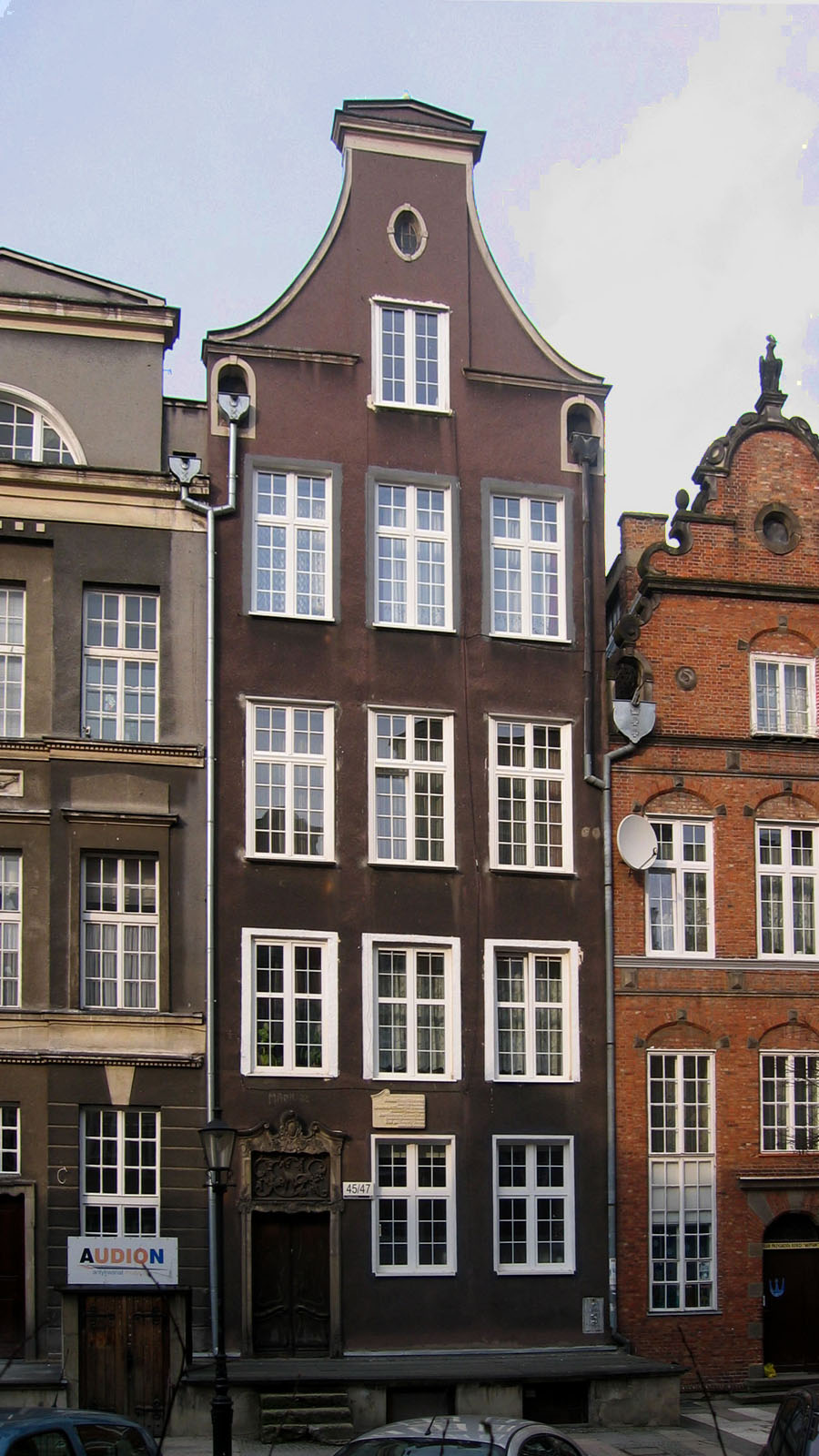
Geboortehuis van Arthur Schopenhauer in Danzig

Evenals Kant maakt Schopenhauer onderscheid tussen de verschijnselen en het Ding an sich. De wereld is mijn voorstelling, zegt hij de idealisten na (de titel van zijn hoofdwerk, De wereld als wil en voorstelling, kan worden beschouwd als een samenvatting van zijn filosofisch idealisme), maar ik kan me niet om het even wat voorstellen; er is een dwingend beginsel dat ik in eerste instantie in mijzelf ervaar, het is mijn drijvende kracht, mijn wil. In de wil leren we het Ding an sich van zeer nabij kennen. In het bewustzijn manifesteert het zich als wil, maar het is hetzelfde beginsel dat overal in de levende en dode natuur werkzaam is. Omdat we het alleen in onszelf onbemiddeld kunnen ervaren noemt Schopenhauer het de wil. De menselijke wil wordt gestuurd door motieven, maar is zelf blind en dom. Het is de drang om te bestaan die in alles werkzaam is, en tevens de bron van het oneindige lijden van de wereld: alles vecht om te bestaan en in de levende natuur wordt geen verlangen definitief bevredigd, en dat allemaal zonder enige reden en zonder enig doel.
De wil is niet alleen blind en dom, maar ook onvrij. De wil is noodzaak, precies die noodzaak die we in de natuur leren kennen als causaliteit, waarin we indirect de wil aan het werk zien. De objectivaties van de wil, of objectiteiten, rangschikt Schopenhauer in een hiërarchie: van mineralen, via de levende natuur tot de menselijke geest, waarin de wil ten slotte zichzelf kan kennen. Zoals oorzaken in de natuur gevolgen afdwingen, zo worden de menselijke wilsacten gedetermineerd door motieven. Ik kan niet op hetzelfde moment zowel het een als het ander willen. Ik kan twijfelen, delibereren, worstelen met gevoelens, wikken en wegen, maar mijn uiteindelijke wilsact zou daar een noodzakelijk gevolg van zijn, de resultante van alle motieven voor en tegen. Immers, ik kan niet willen wat ik wil; dat zou een oneindige regressie van willen veronderstellen, hetgeen absurd is. Het denken onttrekt zich dus niet aan de wet van de toereikende grond waaraan de gehele natuur onderworpen is, en de hersenen, als substraat van het denken, verschillen in dit opzicht niet van ieder ander fysisch object. Is er een uitweg mogelijk uit dit determinisme? Volgens Schopenhauer wel, maar dat veronderstelt een hogere ethische zienswijze, zoals Kant die ons heeft geleerd; het verstand kan niet zonder meer buiten de categorieën om denken, en ontkomt derhalve niet aan de causaliteit.

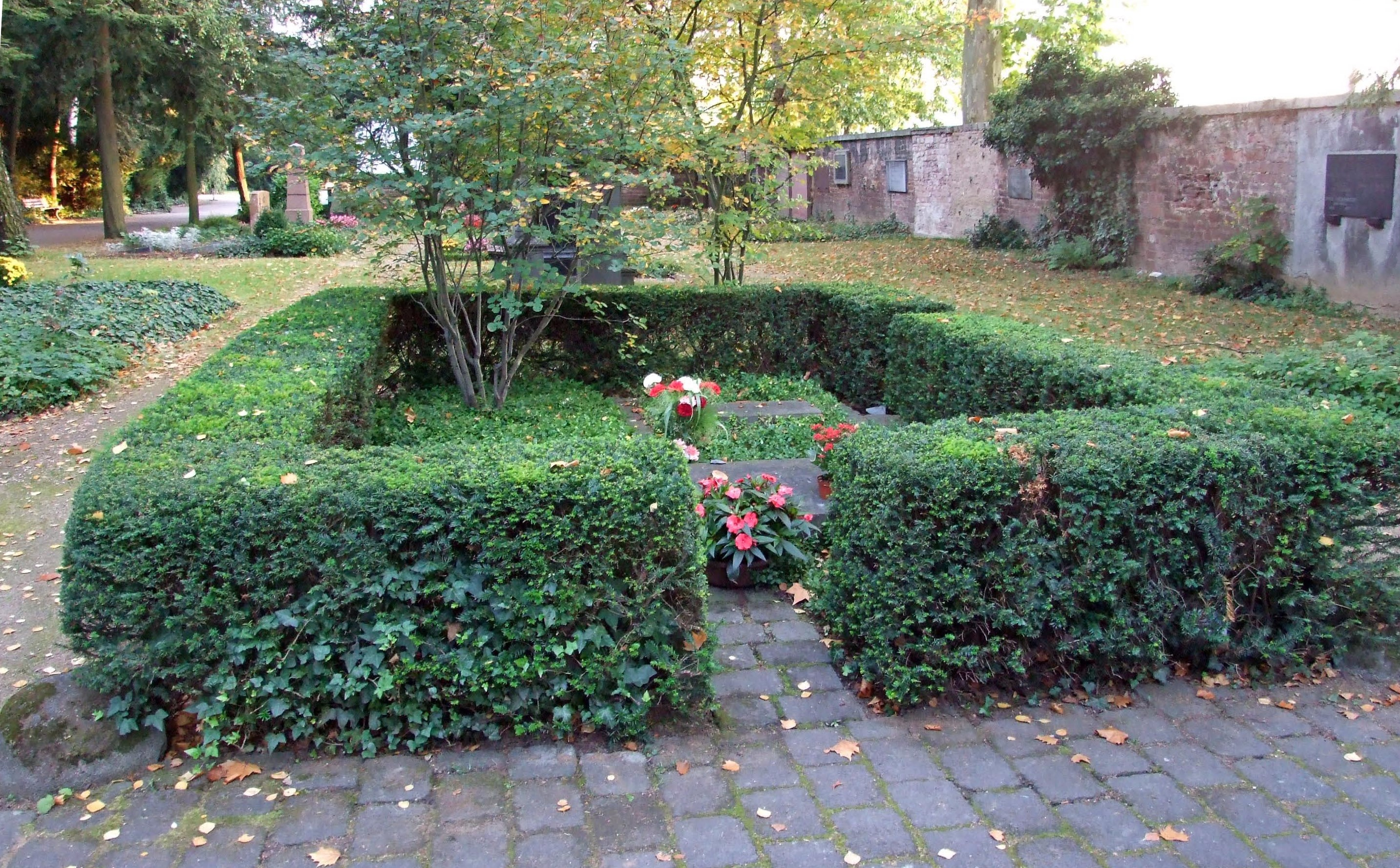
Graf op het hoofdkerkhof van Frankfurt

Is er wellicht een praktisch ethisch antwoord mogelijk op een wereld die enkel uit ellende en verdriet bestaat, waarin alles strijdt om het bestaan, en waarin alles wat met bewustzijn is begiftigd gedreven wordt door egoïstische motieven? Welzeker, dat antwoord is de consequent doorgevoerde negatie van de wil: in eerste instantie de grenzeloze onzelfzuchtigheid, dat wil zeggen het medelijden, en uiteindelijk de negatie van de wil tot leven zelf. Schopenhauer treft een dergelijke ethiek aan in de christelijke ascese, het boeddhisme en de leer van de door hem bewonderde Oepanisjaden, kortom in religies en levensfilosofieën waarin de wereld vóór alles een tranendal is. De religie biedt het volk deze ware ethiek in de vorm van begrijpelijke sprookjes; de filosoof komt tot dezelfde conclusies langs de weg van het denken en het inzicht. Daarom is Schopenhauer weliswaar atheïst, maar niet antireligieus.
Overigens bracht Schopenhauer de ascese zelf niet in de praktijk. Integendeel: hij was een echte levensgenieter en genoot van eten en drinken. Desalniettemin was zijn pessimisme zeer zeker een levenshouding. Zo doet over Arthur Schopenhauer de anekdote de ronde dat hij zijn hond bij overtredingen corrigeerde door hem terechtwijzend 'mens' te noemen.
Tijdelijke verlossing biedt de kunst: 'Het rad van Ixion staat stil'. De ware kunstenaar, het 'genie', heeft in zijn werk de Platoonse Idee weten uit te beelden en laat ons bij de kunstaanschouwing hier contact mee maken. Maar een ieder kan zelf de Platoonse Idee aanschouwen. Wanneer men alle aandacht richt op een object, bijvoorbeeld in de natuur, dan kan de persoonlijkheid wegvallen. We worden dan een willoos subject van de observatie. Subject en object vallen samen en het object wordt nu pas volwaardig waargenomen. We zien de Idee.
De muziek spreekt zelfs rechtstreeks tot de wil en raakt daarmee aan de essentie van het bestaan.
De kleinste herinnering aan onze persoonlijke wil zal ons echter weer terugwerpen naar onze normale toestand. Na onze esthetische extase worden we meedogenloos teruggeworpen in ons deerniswekkende bestaan.
De invloed van Schopenhauer was vooral groot op kunstenaars, in het bijzonder Richard Wagner, Leo Tolstoj, Marcel Proust, Thomas Mann en Gerard Reve, maar ook op filosofen, zoals Emil Cioran en Friedrich Nietzsche. De laatste is zijn hele leven blijven worstelen met Schopenhauers houding jegens de filosofie van het medelijden. Ook wordt Schopenhauer gezien als voornaamste voorloper van de levensfilosofie met onder anderen Henri Bergson en Georg Simmel.

## Dierenwelzijn
Arthur Schopenhauer was een van de eerste denkers die fel ageerden tegen vivisectie.
Als gevolg van zijn monistische filosofie van de wil was Schopenhauer zeer bezorgd over het welzijn van dieren. Voor hem zijn alle individuele dieren, inclusief de mens, in wezen hetzelfde, het zijn fenomenologische manifestaties van de ene onderliggende Wil. Het woord "Wil" betekende voor hem kracht, macht, impuls, energie en verlangen; het is het beste woord dat we hebben om zowel de echte essentie van alle externe dingen en ook onze eigen directe, innerlijke ervaring aan te duiden. Omdat alles in principe Wil is, zijn mens en dier fundamenteel hetzelfde en kunnen zij zich herkennen in elkaar: "In tegenstelling tot het intellect is het [de wil] niet afhankelijk van de perfectie van het organisme, maar in wezen hetzelfde in alle dieren als dat waarmee we zo goed vertrouwd zijn. Dienovereenkomstig heeft het dier alle menselijke emoties zoals vreugde, verdriet, angst, woede, liefde, haat, een sterk verlangen, afgunst etc. Het grote verschil tussen mens en dier berust uitsluitend op de mate van perfectie van het intellect.” Om deze reden beweerde hij dat een goede persoon sympathie voor dieren heeft als lotgenoten in het lijden.
"Compassie voor dieren is nauw verbonden met goedheid van karakter, en het is redelijk om te veronderstellen dat iemand die wreed is jegens levende wezens geen goed mens kan zijn.".
"Niets leidt met meer zekerheid tot een erkenning van de identiteit van de essentiële natuur in dierlijke en menselijke verschijnselen dan een studie van de zoölogie en de anatomie.".
"De veronderstelling dat de dieren geen rechten hebben en de illusie dat onze behandeling van dieren geen morele betekenis heeft, is een schandalig voorbeeld van de westerse grof- en barbaarsheid. Universeel mededogen is de enige garantie van moraliteit.".
In 1841 prees hij de oprichting van de dierenbescherming (SPCA) in Londen en de Vereniging van Dierenvrienden in Philadelphia. Schopenhauer protesteerde zelfs tegen het gebruik van het onzijdig lidwoord "it" om naar dieren te verwijzen, omdat het ertoe leidde dat dieren behandeld worden alsof het levenloze dingen zijn: "...in het Engels zijn alle dieren van het onzijdig geslacht en krijgen daarom het onzijdig lidwoord 'it', alsof het levenloze objecten zijn. Het effect is nogal verwerpelijk, vooral in geval van primaten, honden en dergelijke....". Om zijn punt te maken verwees Schopenhauer naar anekdotische rapporten van de blik in de ogen van een aap die geschoten was en ook naar het verdriet van een babyolifant wiens moeder was gedood door een jager.
Hij was erg bezorgd over (de erfenis van) zijn poedels. Schopenhauer bekritiseerde de opvatting van Spinoza: "Zijn minachting van dieren die, als niets meer dan dingen voor ons gebruik, door hem beschouwd worden als zijnde zonder rechten,...in samenhang met het Pantheïsme, is tegelijkertijd absurd en abominabel.".

## Invloed op psychoanalyse
Schopenhauer is bij uitstek een denker van de romantiek, en heeft grote invloed uitgeoefend op de grondlegger van de psychoanalyse Sigmund Freud, die hem meermaals citeert in zijn latere werken zoals Voorbij het Lustprincipe (1920) hierbij is het metafysische begrip van de Wil als grondeloze, doelloze en onuitputtelijke kracht te vergelijken met het principe van doodsdrift of thanatos. Een groot verschil tussen Schopenhauer en Freud over de driften is echter dat Schopenhauer een enkelvoudige drift concepualiseert, maar dat Freud driften steeds in meervoud en in paren ziet. Occasioneel zal ook de Franse psychoanalyticus Jacques Lacan verwijzen naar Schopenhauer, zoals in het 7de werkjaar van zijn séminaires.

## Oeuvre (selectie)

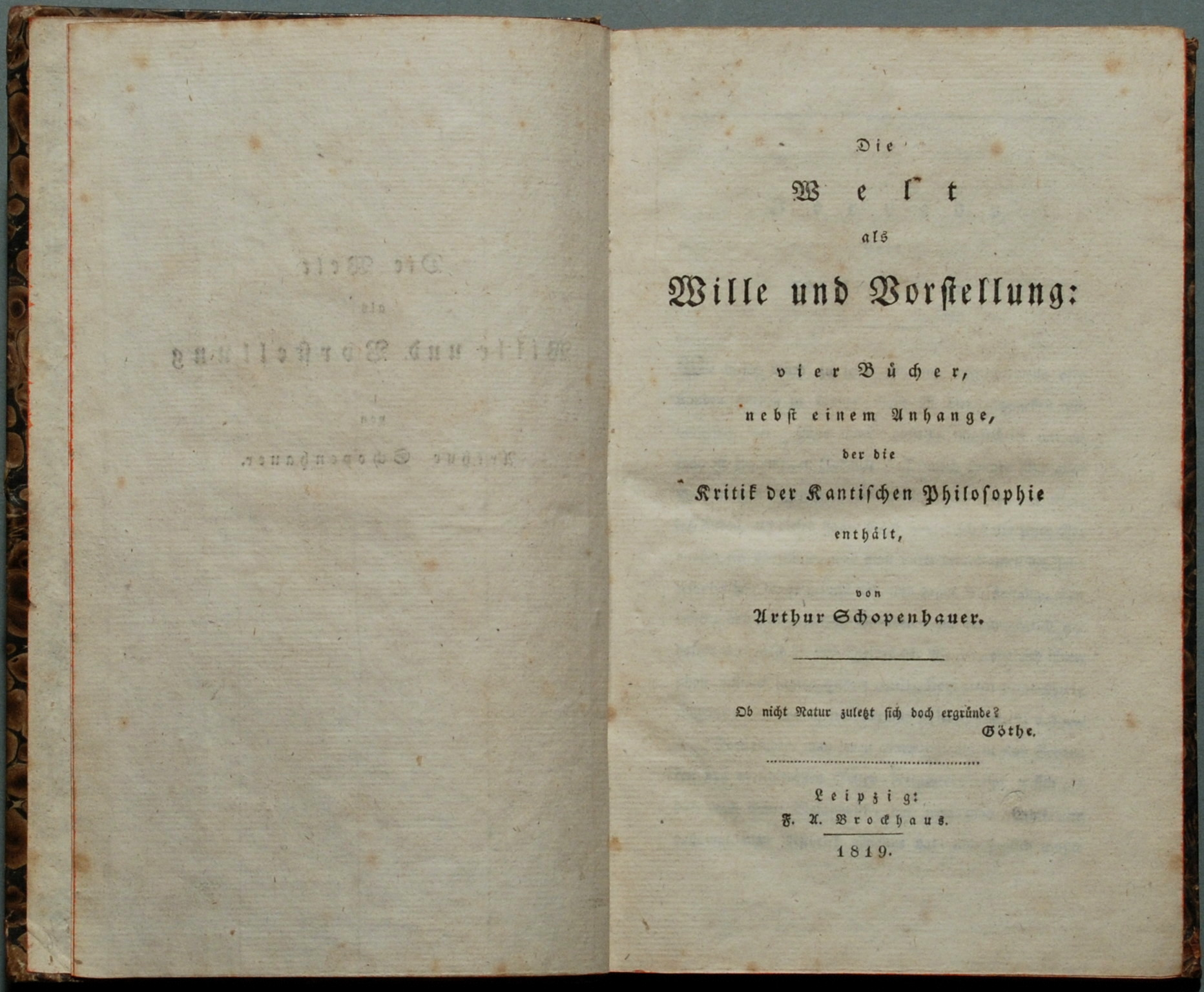
Eerste druk van Die Welt als Wille und Vorstellung

- Über die vierfache Wurzel des Satzes vom zureichenden Grunde (1813, proefschrift)
- Über das Sehen und die Farben (1816)
- Die Welt als Wille und Vorstellung, erster Band (1818, deel 1)
- Theoria colorum (1830, Latijn; over kleurenleer)
- Über den Willen in der Natur (1836)
- Die beiden Grundprobleme der Ethik: Über die Freiheit des menschlichen Willens, Über das Fundament der Moral (1841)
- Die Welt als Wille und Vorstellung, zweiter Band (1844, deel 2)
- Parerga und Paralipomena (1851, twee delen, bevat o.a. Aphorismen zur Lebensweisheit, Über die Universitäts-Philosophie, Über Schriftstellerei und Stil)
- Über Schriftstellerei und Stil (2003)

Van Arthur Schopenhauers Sämtliche Werke zijn diverse edities verschenen, o.a. van Ludger Lütkehaus, Arthur Hübscher, Wolfgang Freiherr von Löhneysen.

### Nederlandse vertalingen (selectie)
- Dat ben jij: over de grondslag van de moraal, vert. Hans Driessen, 2010
- De waarheid is niet altijd welkom, vert. Hans Driessen, 2009
- In de tuin der letteren. Over de kunst van het schrijven, vert. Hans Driessen, 2008
- Middenstanders in de wetenschap. Over de universiteit, vert. Hans Driessen, 2008
- Het nut van vrome leugens. Over godsdienst, vert. Hans Driessen, 2007
- Parerga en paralipomena: kleine filosofische geschriften, vert. Hans Driessen, 2002
- De kunst van het beledigen, vert. Cyril Lansink, 2002
- De kunst zich aanzien te verschaffen. Of verhandeling over de eer, vert. Cyril Lansink, 2000
- De kunst om gelukkig te zijn: uiteengezet in vijftig leefregels, vert. Cyril Lansink, 1999
- De wereld als wil en voorstelling, 1997 (vertaling, door Hans Driessen, van Schopenhauers hoofdwerk)
- De kunst van het gelijk krijgen, vert. Tjark Kruiger, 1997
- Er is geen vrouw die deugt, vert. Wim Raven, 1974
- De wereld deugt niet, vert. Tinke Davids, 1992
- Bespiegelingen over levenswijsheid vert. Hans Driessen, 1991
- De wereld een hel, vert. Heleen Pott, 1981